# Wrona białoszyja
Wrona białoszyja (Corvus typicus) – gatunek średniej wielkości ptaka z rodziny krukowatych (Corvidae). Występuje w Indonezji, nie jest zagrożony wyginięciem.

## Zasięg występowania
Wrona białoszyja zamieszkuje środkowy i południowy Celebes oraz mniejsze wyspy Muna i Buton.

## Taksonomia
Gatunek po raz pierwszy opisał w 1853 roku francuski ornitolog Karol Lucjan Bonaparte, nadając mu nazwę Gazzola typica. Jako miejsce typowe Bonaparte podał błędnie Nową Kaledonię (fr. Nouvelle Calédonie); niemiecki ornitolog Erwin Stresemann w 1953 roku określił lokalizację holotypu na wyspę Buton.
C. typicus czasami umieszczany był w nieuznawanym obecnie rodzaju Nesocorax. Blisko spokrewniony z wroną jednobarwną (C. unicolor), do której jest podobny w budowie; do niedawna uważano, że obydwa gatunki należą do „grupy C. enca”, ale różnią się od tego taksonu swoim zachowaniem i odgłosami. Gatunek monotypowy.

### Etymologia
Nazwa rodzajowa: łac. corvus – kruk (w legendach kruk był początkowy biały, ale pomimo jego rzekomego daru proroctwa, został zamieniony w czarnego ptaka z powodu jego zdrady). Epitet gatunkowy: łac. typicus – typowy, typ, od gr. τυπικος tupikos – typowy, zgodny z typem, od τυπος tupos – typ.

## Morfologia
Długość ciała 35–40 cm; masa ciała około 175 g. Inne wymiary (n = 9) podane przez R. Meinertzhagena: długość skrzydła 199–217 mm, długość grzbietu dzioba 42–45 mm, wysokość 19–20 mm. Charakterystyczna mała wrona o „srokatym” upierzeniu, z krótkim ogonem prawie kwadratowym przy końcu, średniej długości dziobem z delikatnie zakrzywionym grzbietem, szczecinki nosowe widoczne, ale grzbiet dzioba nagi u nasady, pióra u gardła przypominają w swojej strukturze włosy. Głowa i górna część karku są czarne, z niebieskawo-fioletowym połyskiem, gardło matowo brązowo-czarne; dolna część karku, boki szyi, górna część płaszcza i dolne części ciała do brzucha białe, u podstawy szyi pióra koloru ciemnoszarego. Dolne części płaszcza szaro-czarne do brązowo-czarnego, reszta górnych części ciała, w tym pokrywy nadskrzydłowe i ogon czarne z niebieskim i fioletowym połyskiem; dolne partie poniżej brzucha oraz piszczele matowo czarne lub szaro-brązowo-czarne. Tęczówka matowo czerwonawobrązowa, za okiem znajduje się mały skrawek gołej skóry; dziób i nogi czarne. Płci podobne w upierzeniu, ale u samicy pióra na granicy czarniawego gardła i białej piersi są bardziej rozproszone. Młode ptaki mają białe obroże, a spód ciała jest bardziej szarobrązowy.

## Ekologia

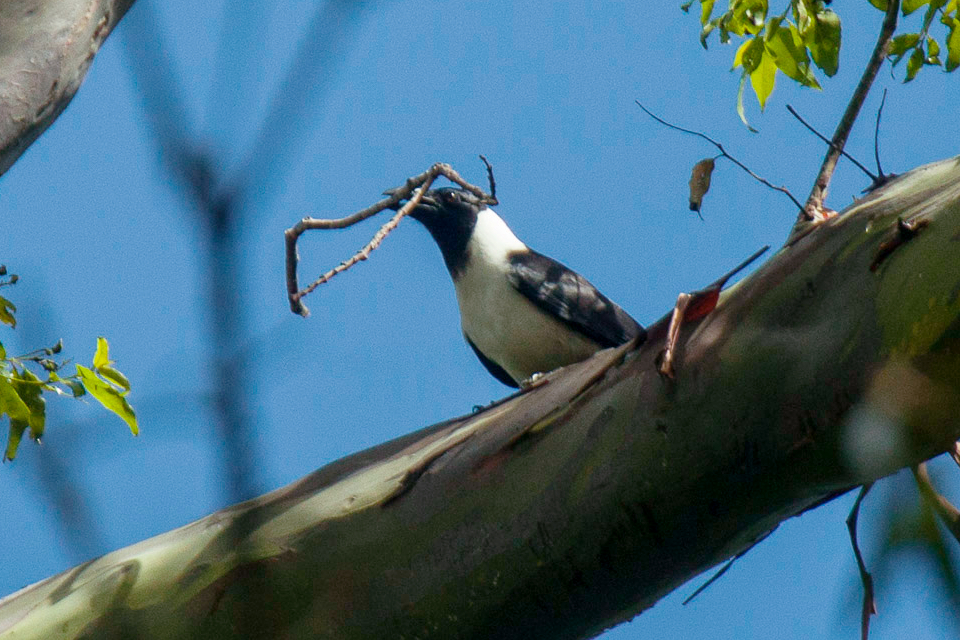
Osobnik z gałązką w dziobie

### Głos
Wrona białoszyja jest bardzo głośna. Odzywa się rosnącymi nosowymi wrzaskami i bełkotliwymi, piskliwymi gwizdami, często w dwa czy trzy razy lub mieszane jako seria od 3 do 5 odgłosów; głośne „wheep” wydają się być rozmowami kontaktowymi odbywanymi podczas lotu. Ponadto odzywa się przedłużającym, precyzyjnym, dwusekundowym gwizdem o średnim tonie.

### Siedlisko, pokarm i lęgi
Ptak osiadły, zamieszkujący wtórne i pierwotne wysokie lasy tropikalne, zarówno na nizinach jak i w górach, na wysokości od 1600 n.p.m. na północno-środkowym Celebesie do 2150 m n.p.m. na południowym Celebesie. Często przebywa na skraju lasu i polanach, a lokalnie wśród eukaliptusów z gatunku Eucalyptus deglupta.
Spożywa różne niewielkie bezkręgowce i ich larwy; także małe owoce, na przykład figowca (Ficus). Ptak towarzyski; zazwyczaj pokarm zdobywa w głośnych grupach liczących 4–10 osobników, w niższych lub średnich poziomach baldachimu lasu. Ptak o niezwykłej aktywności; nurkuje i fruwa wśród liści, a nawet widywany wiszący do góry nogami. Hałaśliwie przepędza lub prześladuje ptaki drapieżne oraz innych, potencjalnych intruzów. Lata dość szybko, wykonując płytkie ruchy skrzydeł, które wydają gwiżdżące odgłosy.
Nie ma żadnych informacji na temat lęgów wrony białoszyjej.

## Status i ochrona
W Czerwonej księdze gatunków zagrożonych Międzynarodowej Unii Ochrony Przyrody został zaliczony do kategorii LC (ang. Least Concern – najmniejszej troski). Globalna wielkość populacji nie jest znana, ale gatunek wydaje się być lokalnie umiarkowanie pospolity. Występuje w wielu obszarach chronionych, w tym rezerwatach leśnych i parkach narodowych. Populacja wydaje się być stabilna ze względu na brak dowodów na jakiekolwiek spadki populacji lub inne istotne zagrożenia.